# Pagoda Vincennes

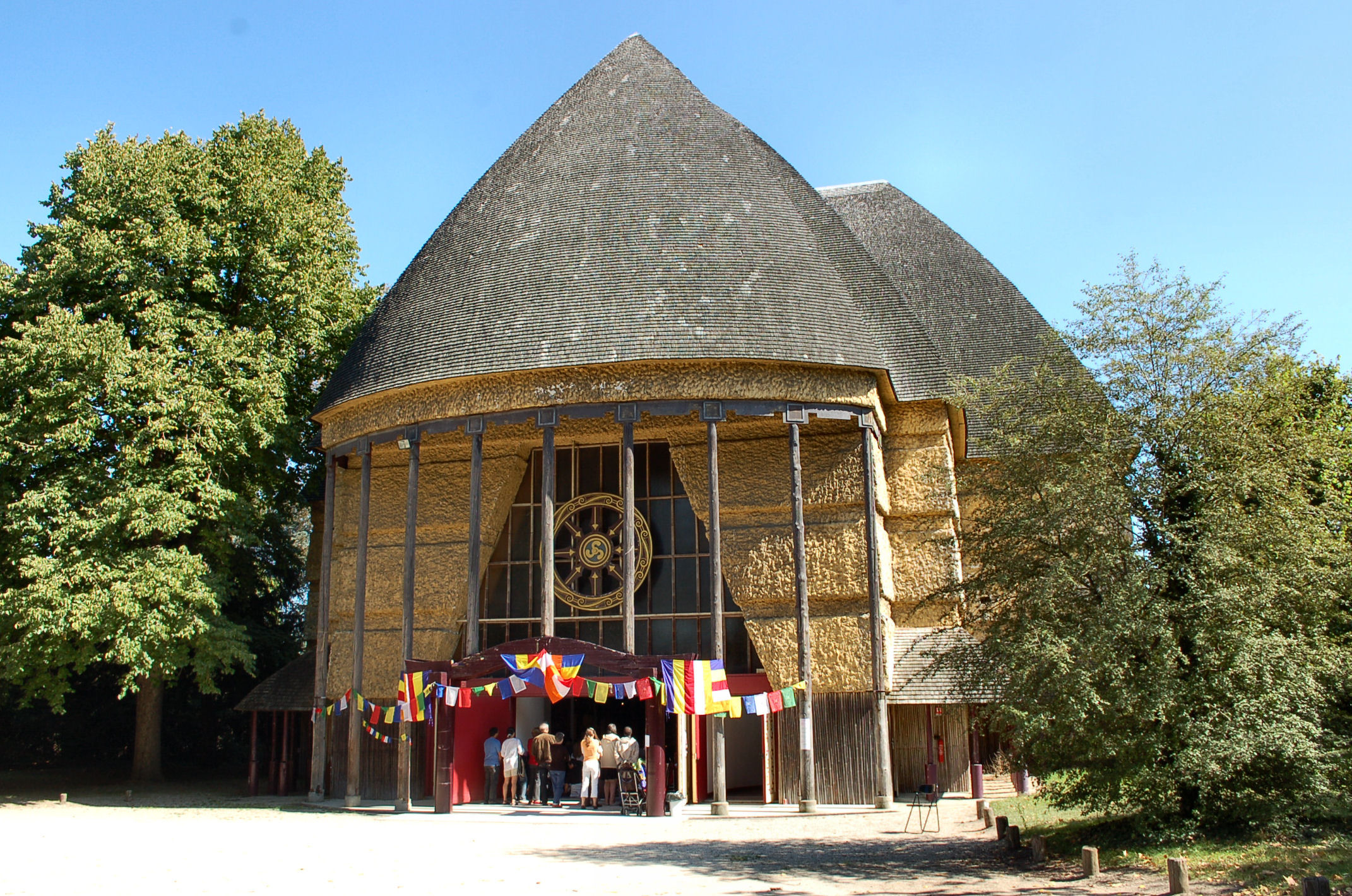
Vstup do pagody

Pagoda Vincennes je buddhistická svatyně a zároveň sídlo Mezinárodního buddhistického institutu (Institut international bouddhique), který založil francouzský politik Jean Sainteny (1907–1978). Nachází se v Bois de Vincennes ve 12. obvodu v Paříži, v jednom z posledních pozůstatků koloniální výstavy z roku 1931.

## Využití
Na ohrazené ploše 8000 m2 na břehu jezera Daumesnil se nacházejí dvě budovy, které navrhl architekt Louis-Hippolyte Boileau. Větší je bývalý výstavní pavilon Kamerunu z roku 1931, který byl v roce 1977 obnoven a přeměněn na pagodu. Restaurování druhého pavilonu Toga financovalo město Paříž v roce 2015 spolu s opravou většího pavilonu. Součástí bude knihovna buddhistických textů. Pagodu Vincennes využívají různé buddhistické školy v pařížském regionu a v jejím čele nestojí žádný náboženský představitel. Pagoda je místem společných bohoslužeb. Nalézá se v ní největší socha Buddhy v Evropě. Je pokryta zlatými plátky a měří i s podstavcem přes 9 metrů.
Uvnitř areálu pagody Vincennes byl také v letech 1983–1985 postaven tibetský buddhistický chrám Kagyu-Dzong.

## Relikvie
Historické pozůstatky Buddhy pocházející z chrámu Wat Saket v Bangkoku byly uloženy v pagodě Vincennes, která se stala duchovní svatyní buddhismu v Evropě.
Dne 17. května 2009 byly pozůstatky uloženy do skleněné schrány a vloženy do pozlacené sochy znázorňující pagodu, kterou drží čtyři muži na červených a zlatých nosítkách. Schrána byla dar Thajska Francii a je umístěna pod sochou Buddhy. Tyto pozůstatky nejsou určeny k tomu, aby natrvalo zůstaly na místě. Je možné je zapůjčit na vyžádání i do jiných zemí.